# 105 Лібревіль
Футбол Канон 105 де Лібревіль або просто 105 де Лібревіль (фр. Football Canon 105 de Libreville) — професіональний габонський футбольний клуб з міста Лібревіль. Домашні матчі проводить на стадіоні «Омар Бонго».

## Історія
Заснований 1975 року як армійський та поліцейський клуб, незабаром став одним з провідних клубів країни. Вже в 1979 році команда завоювала свій перший чемпіонський титул, третім чемпіонським титулом в історії клубу 1983 року зробив «105 Лібревіль» рекордсменом країни за кількістю виграних сезонів у Національному чемпіонаті. До 1987 року команда здобуває ще три чемпіонські трофеї, після чого протягом 10 років не виграє чемпіонат Габону. В цей період за кількістю здобутих трофеїв команду наздоганяє «Согара», але після трьох поспіль чемпіонств у період з 1997 по 1999 рік та перемоги в 2001 році «105 Лібревіль» знову стає найтитулованішою командою країни. Після цього з’явився новий суперник, зокрема з «Мангаспорт», який тривалий період часу залишався однією з провідних команд, а також регулярно вигравав чемпіонат. Останній чемпіонський титул «105 Лібревіля» датується 2007 роком.
На міжнародному рівні клуб поки що не виграв титул. Найбільшим успіхом у Лізі чемпіонів КАФ та її попереднику, Кубку африканських чемпіонів, був вихід до чвертьфіналу в сезоні 1988 року, в якому команда програла майбутньому володарю титулу «ЕС Сетіф» з Алжиру.

## Досягнення
- Габонський національний чемпіонат Д1
  -  Чемпіон (11): 1978, 1982, 1983, 1985, 1986, 1987, 1997, 1998, 1999, 2001, 2007

- Кубок Габону
  -  Володар (5): 1984, 1986, 1996, 2004, 2009

- Суперкубок Габону
  -  Володар (1): 2007

- Габонський національний чемпіонат Д2
  -  Чемпіон (1): 2014

## Статистика виступів у єврокубках

### Ліга чемпіонів КАФ
| Сезон | Раунд | Клуб             | Вдома | На виїзді | Загалом    |
| ----- | ----- | ---------------- | ----- | --------- | ---------- |
| 1998  | 1     | «Динамік Тоголо» | 6-2   | 3-3       | 9-5        |
| 1998  | 2     | «АСЕК Мімозас»   | 2-2   | 0-2       | 2-4        |
| 1999  | 1     | «АСЕК Мімозас»   | 1-0   | 1-3       | 2-3        |
| 2000  | 1     | «Сабле»          | 1-1   | 1-2       | 2-3        |
| 2002  | 1     | «АСЕК Мімозас»   | 2-4   | 0-4       | 2-8        |
| 2008  | 1     | «ТП Мазембе»     | 1-1   | 0-0       | 1-1 (в.г.) |

### Кубок африканських чемпіонів
| Сезон | Раунд      | Клуб                 | Вдома | На виїзді | Загалом        |
| ----- | ---------- | -------------------- | ----- | --------- | -------------- |
| 1979  | 1          | «Етуаль дю Конго»    | 1-1   | 0-2       | 1-3            |
| 1983  | 1          | «Асанте Котоко»      | 1-2   | 0-2       | 1-4            |
| 1984  | 1          | «Анже де Фатіма»     | 3-1   | 5-1       | 8-2            |
| 1984  | 2          | «Санья Баленде»      | 2-0   | 2-0       | 4-0            |
| 1984  | 1/4 фіналу | «Семассі»            | т.п.1 | т.п.1     | т.п.1          |
| 1986  | 1          | «Стад Сентрафрисьєн» | 1-0   | 0-2       | 1-2            |
| 1987  | 1          | «Лупопо»             | 0-0   | 0-1       | 0-1            |
| 1988  | 1          | «Асанте Котоко»      | 2-0   | 0-2       | 2-2 (5-4 пен.) |
| 1988  | 2          | «Інтер Стар»         | 2-1   | 1-1       | 3-2            |
| 1988  | 1/4 фіналу | «ЕС Сетіф»           | 3-1   | 0-3       | 3-4            |

1- «105 Лібревіль» залишив турнір.

### Кубок конфедерації КАФ
| Сезон | Раунд         | Клуб                    | Вдома | На виїзді | Загалом    |
| ----- | ------------- | ----------------------- | ----- | --------- | ---------- |
| 2005  | Попередній    | «Газель»                | 2-0   | 1-3       | 3-3 (в.г.) |
| 2005  | 1             | «Інтер» (Луанда)        | 3-1   | 3-1       | 6-2        |
| 2005  | 2             | «Аль-Іттіхад» (Триполі) | 2-0   | 1-3       | 3-3 (в.г.) |
| 2005  | 3             | «Атлетіку Авіасан»      | 2-1   | 1-1       | 3-2        |
| 2005  | Груповий етап | «Ісмайлі»               | 0-1   | 0-6       | 4-те місце |
| 2005  | Груповий етап | «Ель-Мокаволун»         | 1-0   | 1-2       | 4-те місце |
| 2005  | Груповий етап | «Долфінс»               | 2-3   | 0-3       | 4-те місце |
| 2010  | 1             | «Мотема Пембе»          | 0-1   | 0-0       | 0-1        |

### Кубок КАФ
| Сезон | Раунд      | Клуб                 | Вдома | На виїзді | Загалом |
| ----- | ---------- | -------------------- | ----- | --------- | ------- |
| 1992  | 1          | «Калум Стар»         | 5-1   | 0-3       | 4-5     |
| 1992  | 2          | «Драгонс де л'Уеме»  | 3-0   | 0-0       | 3-0     |
| 1992  | 1/4 фіналу | «Маківубу Вілла»     | 1-0   | 1-3       | 2-3     |
| 1996  | 1          | «Уніспорт де Бафанг» | 0-0   | 0-4       | 0-4     |
| 2001  | 1          | «Котон Спорт Гаруа»  | 3-2   | 0-2       | 3-4     |
| 2003  | 1          | «Джоліба»            | 3-0   | 1-3       | 4-3     |
| 2003  | 2          | «Раджа» (Касабланка) | 2-1   | 1-6       | 3-7     |

### Кубок володарів кубків КАФ
| Сезон | Раунд | Клуб                      | Вдома | На виїзді | Загалом        |
| ----- | ----- | ------------------------- | ----- | --------- | -------------- |
| 1978  | 1     | «Кайман» (Дуала)          | 3-1   | 0-2       | 3-3 (в.г.)     |
| 1981  | 1     | «Лубумбаши Спорт»         | 1-0   | 3-4       | 4-4 (в.г.)     |
| 1981  | 2     | «Юніон Дуала»             | 1-3   | 0-1       | 1-4            |
| 1982  | 1     | «Гбессія»                 | 1-1   | 2-2       | 3-3 (в.г.)     |
| 1982  | 2     | «АС Віта Клуб»            | 0-0   | 0-4       | 0-4            |
| 1985  | 1     | Стад д'Абіджан            | 5-1   | 1-3       | 6-4            |
| 1985  | 2     | «Ан-Наср» (Бенгазі)       | 2-1   | 1-3       | 3-4            |
| 1997  | 1     | «Прогрешшу ду Самбізанга» | 2-0   | 0-1       | 2-1            |
| 1997  | 2     | ФАР (Рабат)               | 2-0   | 0-2       | 2-2 (3-4 пен.) |

## Відомі гравці
- Джордж Альхассан
- Фоксі Кетевоама
- Абдул-Гафар Мамах
- Бруно Екуеле Манга